# Cshö Ganghi
Cshö Ganghi (hangul: 최강희, handzsa: 崔康熙, RR: Choi Kang-hee; Jangphjong, 1959. április 12. –) dél-koreai válogatott labdarúgó, hátvéd és edző.

## Pályafutása

### Klubcsapatban
1980 és 1982 között katonai szolgálatát teljesítette és ekkor a Koreai Hadsereg csapatában játszott. 1983-ban a POSCO Atoms játékosa volt. 1984-től 1992-ig a Hyundai Horang-i csapatát erősítette. 

### A válogatottban
1988 és 1992 között 33 alkalommal játszott a dél-koreai válogatottban. Részt vett az 1988-as Ázsia-kupán és az 1990-es világbajnokságon, ahogy valamennyi csoportmérkőzésen kezdőként lépett pályára. Tagja volt az 1988. évi nyári olimpiai játékokon szereplő válogatott keretének is.

### Edzőként
1998 és 2001 között a Szuvon Samsung Bluewings kezdte az edzősködést segédedzőként. 2002 és 2003 között az U23-as válogatott szövetségi edzője volt. 2003 és 2004 között a felnőtt válogatottnál vállalt munkát segédedzőként. 2005-től 2011-ig a Jeonbuk Hyundai Motors vezetőedzője volt, mellyel 2006-ban megnyerte az ázsiai bajnokok ligáját. 2011 és 2013 között szövetségi kapitány volt. 2013 és 2018 között ismét a Jeonbuk Hyundai Motors csapatát irányította és 2016-ban újabb bajnokok ligája címet szerzett. 2018-ban a kínai Tiencsin Csüancsien vezeőedzője lett. 2019-ben a szintén kínai Talien Jifangot edzette. 2019 és 2021 között a Sanghaj Senhua szakmai munkájáért felelt. 2023-ban kinevezték a Santung Tajsan vezetőedzőjének.

## Sikerei, díjai

### Játékosként
Dél-Korea
- Ázsia-kupa döntős (1): 1988

### Edzőként
Jeonbuk Hyundai Motors
- AFC-bajnokok ligája győztes (2): 2006, 2016

Sanghaj Senhua
- Kínai kupagyőztes (1): 2019